# Centro de Inteligencia sobre Pandemias y Epidemias de la OMS
El Centro de Inteligencia sobre Pandemias y Epidemias de la OMS (o WHO Hub for Pandemic and Epidemic Intelligence) fue creado por el Director General de la Organización Mundial de la Salud y la Canciller de Alemania en 2021 en respuesta a la pandemia ocasionada por el COVID-19]].
El centro forma parte del "Programa de Emergencias Sanitarias" de la OMS, tiene su sede en Berlín y está financiado parcialmente por Alemania.

## Objetivos
Los principales objetivos de este Centro son:
- Fomentar las innovaciones sanitarias
- Desarrollar herramientas y modelos predictivos de análisis de riesgos
- Controlar y evaluar la propagación de enfermedades
- Hacer frente a los desafíos de la infodemia  o difusión de información falsa a través de las nuevas tecnologías, lo que dificulta el compromiso y colaboración de la población en el cumplimiento de las medidas de protección.